# Rune Massing

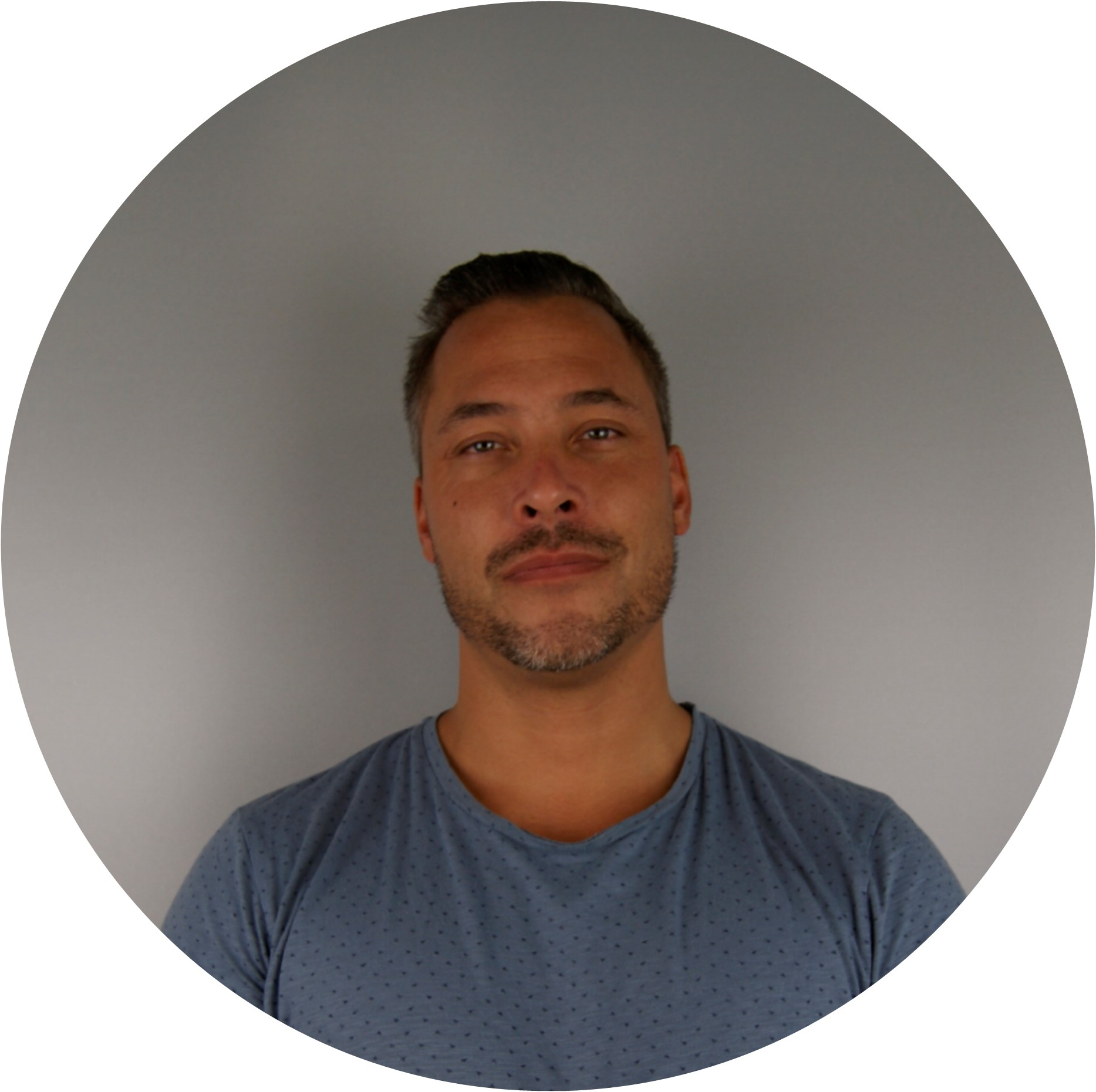
Rune Massing

Rune Massing (* 18. August 1980 in Leeuwarden) ist ein niederländischer Badmintonspieler. 

## Karriere
Rune Massing gewann in den Niederlanden vier Titel im Juniorenbereich, ehe er seinen Wirkungskreis nach Deutschland verlegte und dort für den SC Bayer 05 Uerdingen an den deutschen Mannschaftsmeisterschaften teilnahm. Nach Silber 2000 und Bronze 2001 gewann er mit Bayer 2002 und 2003 den deutschen Mannschaftstitel.
Mittlerweile spielt er für den BV Wesel Rot-Weiss in der 2. Badminton-Bundesliga.

## Sportliche Erfolge
| Saison    | Veranstaltung                                   | Disziplin    | Platz | Name |
| --------- | ----------------------------------------------- | ------------ | ----- | --- |
| 1997      | Niederlande: Einzelmeisterschaften der Junioren | Herreneinzel | 1     | Rune Massing |
| 1997      | Niederlande: Einzelmeisterschaften der Junioren | Herrendoppel | 1     | Robert Frenk / Rune Massing |
| 1998      | Niederlande: Einzelmeisterschaften der Junioren | Herreneinzel | 1     | Rune Massing |
| 1999      | Niederlande: Einzelmeisterschaften der Junioren | Herreneinzel | 1     | Rune Massing |
| 1999/2000 | Deutsche Mannschaftsmeisterschaft               | Mannschaft   | 2     | SC Bayer 05 Uerdingen (Kenneth Jonassen, Simon Archer, Chris Bruil, Nicole Grether, Erica van den Heuvel, Rune Massing) |
| 2000      | Romanian International                          | Herreneinzel | 3     | Rune Massing |
| 2000/2001 | Deutsche Mannschaftsmeisterschaft               | Mannschaft   | 3     | SC Bayer 05 Uerdingen (Simon Archer, Judith Meulendijks, Rune Massing, Nicole Grether, Chris Bruil, Rikke Olsen, Colin Haughton, Silke Gabriel, Kenneth Jonassen, Christine Skropke, Stephan Kuhl, Kristof Hopp, André Bertko, Jürgen Arnold)                       |
| 2001/2002 | Deutsche Mannschaftsmeisterschaft               | Mannschaft   | 1     | SC Bayer 05 Uerdingen (Kenneth Jonassen, Kristof Hopp, Chris Bruil, Rune Massing, Rikke Olsen, Nicole Grether, Colin Haughton, Judith Meulendijks, Erica van den Heuvel, Christine Skrpoke, Silke Gabriel, Simon Archer, Jürgen Arnold, André Bertko, Stephan Kuhl) |
| 2002/2003 | Deutsche Mannschaftsmeisterschaft               | Mannschaft   | 1     | SC Bayer 05 Uerdingen (Simon Archer, Rune Massing, Chris Bruil, Colin Haughton, Kenneth Jonassen, Stephan Kuhl, Kristof Hopp, André Bertko, Jürgen Arnold, Judith Meulendijks, Nicole Grether, Rikke Olsen, Silke Gabriel, Christine Skropke)                       |
| 2005      | Slovak International                            | Herreneinzel | 3     | Rune Massing |
| 2006      | Niederländische Meisterschaft                   | Herreneinzel | 2     | Rune Massing |
| 2006      | Israel International                            | Herreneinzel | 2     | Rune Massing |